# Calle Hellevang-Larsen
Carl Fredrik „Calle“ Hellevang-Larsen (* 18. August 1977 in Bergen) ist ein norwegischer Komiker und Schauspieler, bekannt aus der norwegischen Talkshow I kveld med Ylvis und dem Komikertrio Raske Menn.

## Leben
Calle Hellevang-Larsen ist der Sohn des 2017 verstorbenen Fußballspielers Frode Larsen. Seinen Durchbruch als Komiker schaffte er mit dem Trio Raske Menn. Im Jahr 2011 begann er als Sidekick bei der neuen Talkshow I kveld med Ylvis, die bei TVNorge ausgestrahlt wurde. In der zweiten Staffel war er nicht mehr Teil der Sendung, er kehrte allerdings in der dritten Staffel wieder zurück. Der Rathausplatz in der Kommune Averøy wurde nach Hellevang-Larsen benannt, nachdem er im Jahr 2014 im Rahmen von I kveld med Ylvis ein Duell mit den Ylvisåker-Brüdern gewann.
Im Jahr 2018 begann er seine Tätigkeit als Sidekick bei der Fernsehsendung Praktisk info med Jon Almaas mit Moderator Jon Almaas. Im Jahr 2019 stand er gemeinsam mit Vidar Magnussen in der Theaterinszenierung Calle & Vidar. Sammen igjen, for første gang sammen auf der Bühne.
Im Jahr 2020 nahm er teil an der zweiten Staffel von Kongen Befaler, einer norwegischen Comedyshow nach dem englischen Vorbild Taskmaster, und wurde dort Staffelsieger.

## Preise und Auszeichnungen
- Comedypreis 2005, Bester Newcomer, NRK1 – Raske Menn.
- Bester TV-Newcomer 2007, Se & Hør – Raske Menn.
- Comedypreis 2010, Der Amüsanteste des Jahres – Publikumspreis, NRK1 – Raske Menn.

## Filmografie
- 2005: Kalde Føtter – Lasse.
- 2006: Elias og Kongeskipet – Papparazzibåt.
- 2011: Hopp – Knut.
- 2013: Turbo – Kleine Schnecke, großer Traum – Speedy.

## TV
- 2005: Dommer Xtra, Canal+.
- 2007: Snabbgrabbar med Raske Menn, TVNorge.
- 2010: Ah, så det er SÅNN det er, ABC Startsiden.
- 2011–2014: I kveld med Ylvis, TVNorge.
- 2012: 20.00 med Raske Menn, TV2.
- 2016: Schneewelt – eine Weihnachtsgeschichte, NRK.
- 2018: Juleølkalenderen.
- 2020: Kongen Befaler, TVNorge.